# آریستولوچن
آریستولوچن (به انگلیسی: Aristolochene) با فرمول شیمیایی C۱۵H۲۴ یک ترکیب شیمیایی با شناسه پاب‌کم ۶۵۶۴۹۶ است. که جرم مولی آن ۲۰۴٫۳۵ g/mol می‌باشد. 